# Tribrachidium
Tribrachidium är en numera utdöd livsform som fanns under ediacara. Livsformens utseende är unikt i djurvärlden då den är indelad i tre likformiga delar. Flertalet nu levande organismer har en bilateral eller radiell kroppsform.